# بيدرو باولو (لاعب كرة قدم برازيلي)
بيدرو باولو (بالبرتغالية: Pedro Paulo da Silva‏) هو لاعب كرة قدم برازيلي، ولد في 29 يونيو 1985 في Datas ‏ في البرازيل. لعب مع أتلتيكو غويانيينسي وأتلتيكو مينييرو ونادي أورغريته ونادي بوا إيسبورت.